# Corynosoma semerme
Corynosoma semerme är en hakmaskart som först beskrevs av Karl Bror Jakob Forssell 1904.  Corynosoma semerme ingår i släktet Corynosoma och familjen Polymorphidae. Arten är reproducerande i Sverige. Inga underarter finns listade i Catalogue of Life.